# 法律原則
在普通法中，法律原則（英語：Legal doctrine），又譯法律學說、法律原理、法理原則，是一組不成文的法律規則、框架，常規、慣例。通常是經由法官在法庭中，針對個別案件做出的判決先例，隨著經驗累積，慢慢形成了這些一般性的法律原理（principle）。當法律案件完成審理及判決之後，法官會建立起一組規則，可以平等適用於類似案例中。當匯集了足夠多的判決先例，在法官之間，就會建立起一系列實質上的（de facto）判決標準，可以適用於類似的案件中。

## 外部連結
- Emerson H. Tiller and Frank B. Cross, "What is Legal Doctrine? （页面存档备份，存于）", Northwestern University Law Review, Vol. 100:1, 2006.